# Electra inarmata
Electra inarmata är en mossdjursart som beskrevs av Liu och Ristedt 2000?. Electra inarmata ingår i släktet Electra och familjen Electridae. Inga underarter finns listade i Catalogue of Life.